# Serial ATA

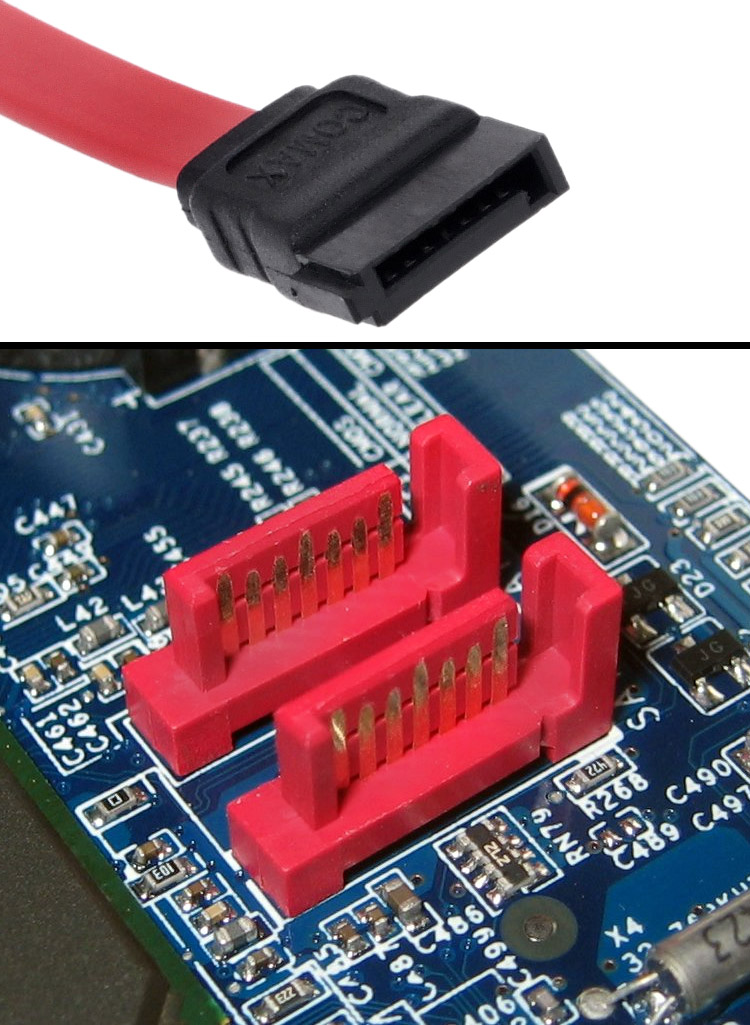
Första generations (1,5 Gbps) SATA-portar på ett moderkort

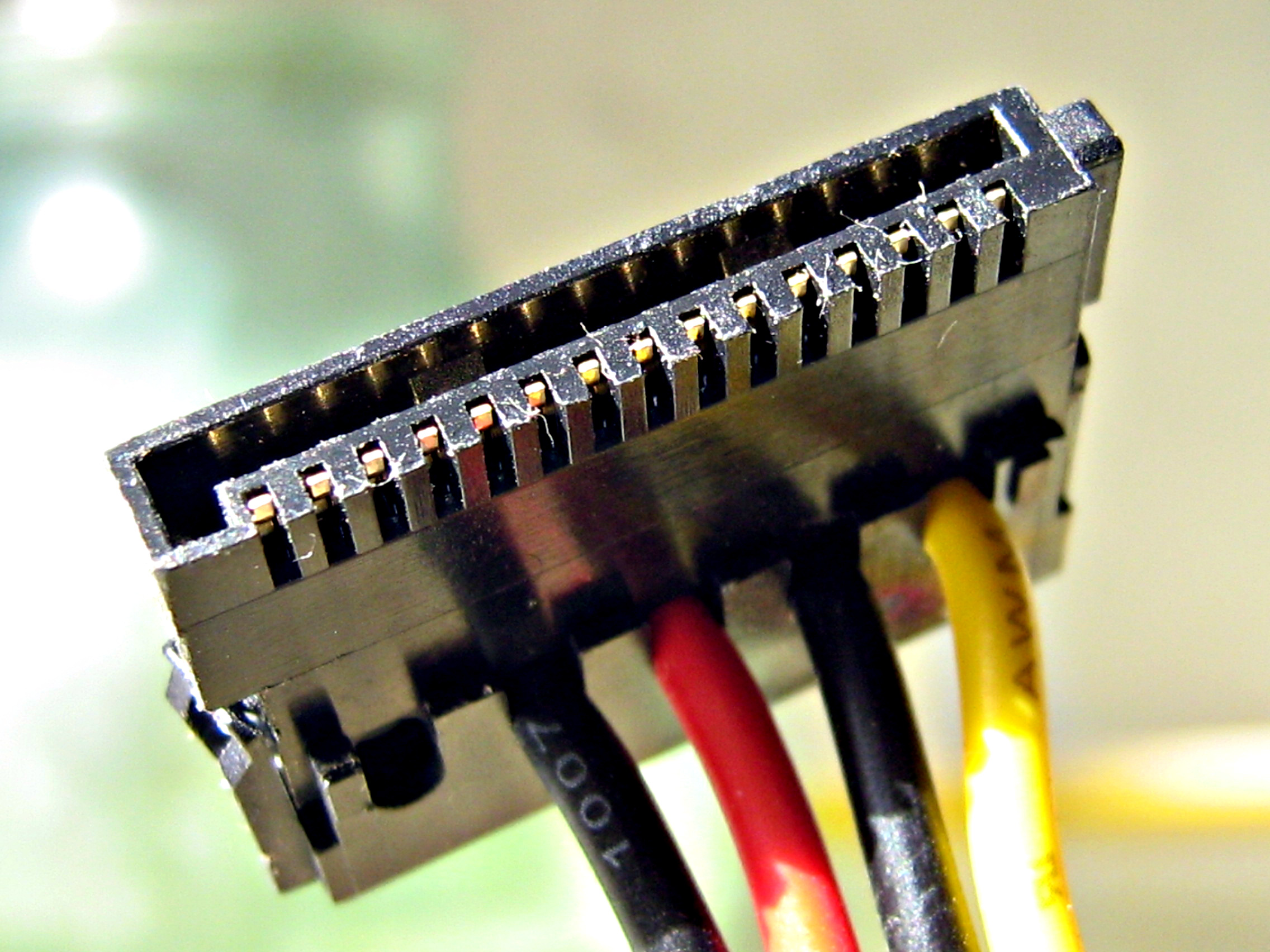
Det femtonpoliga strömkontaktdonet som används tillsammans med de flesta SATA-enheter

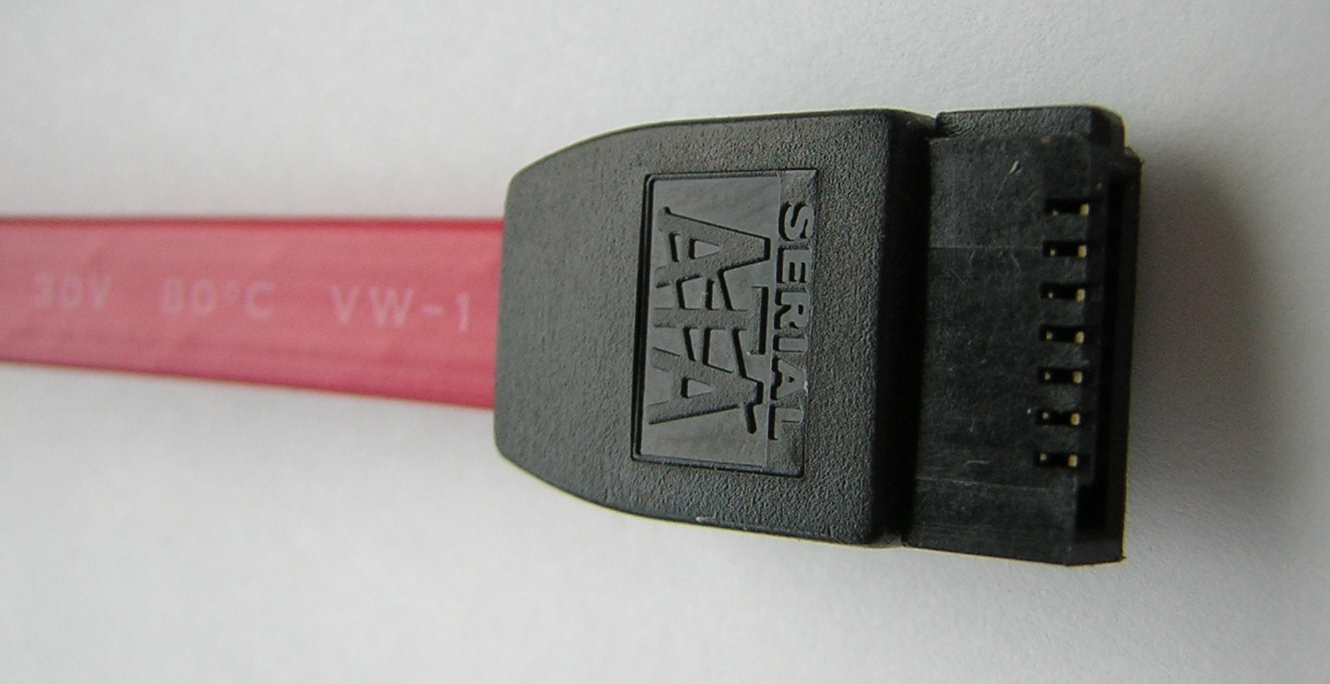
Intern sjupolig SATA-kabel för datakommunikation

Serial ATA (Serial Advanced Technology Attachment), även känt som Seriell ATA, SATA och S-ATA, är en seriell databuss som i huvudsak är byggd för att förflytta data till och från hårddiskar i datorer men används även till DVD- och Blu-ray-brännare med mera. Den ersatte den äldre ATA-standarden (också känd som IDE) kring år 2005. ATA kallas numera Parallell ATA (PATA) för att skilja den från Seriell ATA (SATA).
SATA använder en smal kabel med en 7-pinnars anslutning. Varje enhet ansluts separat och får därför full bandbredd på anslutningen till skillnad mot parallell ATA. En seriell ATA-enhet kan man även ansluta under drift, förutsatt att både enheten, kontrollern samt operativsystemet har stöd för detta.
I stort sett alla moderkort tillverkade från 2003 och framåt har SATA-kontakter.
Äldre moderkort som saknar SATA-kontakter kan uppgraderas med ett eller flera SATA-kontrollerkort, vilka ansluts till PCI-porten.

## Vanliga SATA-enheter
- Blu-ray-läsare och -brännare
- DVD-läsare och -brännare
- Hårddiskar
- RAID-system, där flera diskar skapar redundans eller högre överföringshastigheter.

## SATA 1,5Gbit/s Sata 1
Den första generationen av gränssnitt för seriell ATA hade en bandbredd på 150 megabyte per sekund (MB/s), eller 1,5 gigabit per sekund (Gbit/s) – vilket bara är något snabbare än den snabbaste PATA-standarden, UDMA-133. Det är besvärligheten att öka bandbredden hos PATA jämfört med enkelheten i det seriella gränssnittet som gör att SATA skalar bra.

## SATA 3,0Gbit/s Sata 2
Andra generationens gränssnitt för SATA fördubblar den maximala överföringshastigheten till 300 MB/s (3,0 Gbit/s med 8b/10b encoding).

## SATA 6,0Gbit/s Sata 3
Tredje generationen ger en överföring på 6,0 Gbit/s och antogs som standard 17 mars 2009. Behovet av så höga överföringshastigheter blev vid den aktuella tiden ifrågasatt eftersom de snabbaste hårddiskarna bara klarade att leverera data i hastigheter omkring 100 MB/s. Snabbare hastigheter kunde därför bara användas för att läsa och skriva till hårddiskens cache. En anledning till att man ville komma upp i hastighet var att de då nyintroducerade SSD-enheterna klarade de högre överföringshastigheterna. Moderna SSD-enheter med SATA-anslutning bromsas istället upp av den begränsade hastigheten hos SATA; för att möjliggöra snabbare läs- och skrivhastighet finns till exempel M.2-anslutningar för moderna SSD-enheter.

## eSATA
En specialtyp av kontakt till seriell ATA har fått namnet eSATA där "e" står för external, engelska för 'extern'. Specifikationerna till eSATA är identiska med SATA 300 sånär som på dimensionerna på kontakten och den maximala längden hos kablarna, som nu är 2 meter.

## xSATA
Ytterligare en ny standard av extern seriell ATA har fått namnet xSATA efter att namnet eSATA var upptaget. Maximala längden hos kablarna blir med denna standard 8 meter.